# Erzbistum Chapecó
Das Erzbistum Chapecó (lateinisch Archidioecesis Xapecoënsis, portugiesisch Arquidiocese de Chapecó) ist eine römisch-katholische Erzdiözese mit Sitz im brasilianischen Chapecó (Bundesstaat Santa Catarina).

## Geschichte
Papst Pius XII. errichtete das Bistum am 14. Januar 1958 aus Gebietsabtretungen des Bistums Lages und der Territorialprälatur Palmas. Zum ersten Bischof ernannte Papst Johannes XXIII. im Folgejahr José Thurler.
1975 wurden Gebietsanteile zur Gründung des Bistums Joaçaba abgetreten.
Am 5. November 2024 errichtete Papst Franziskus die neue Kirchenprovinz Chapecó und ordnete dem Erzbistum Chapecó die Suffragandiözesen Caçador, Joaçaba und Lages zu, die zuvor wie Chapecó zur Kirchenprovinz Florianópolis gehörten.

## Diözesanbischöfe
- José Thurler (1959–1962)
- Wilson Laus Schmidt (1962–1968)
- José Gomes (1968–1998)
- Manoel João Francisco (1998–2014)
- Odelir José Magri MCCJ (seit 3. Dezember 2014)